# Parantica dabrerai
Hổ D'Abrera (Parantica dabrerai) là một loài nymphalid trong phân họ Danainae. Đây là một loài đặc hữu phân bố tại Sulawesi, Indonesia.